# Циклопи (родина)

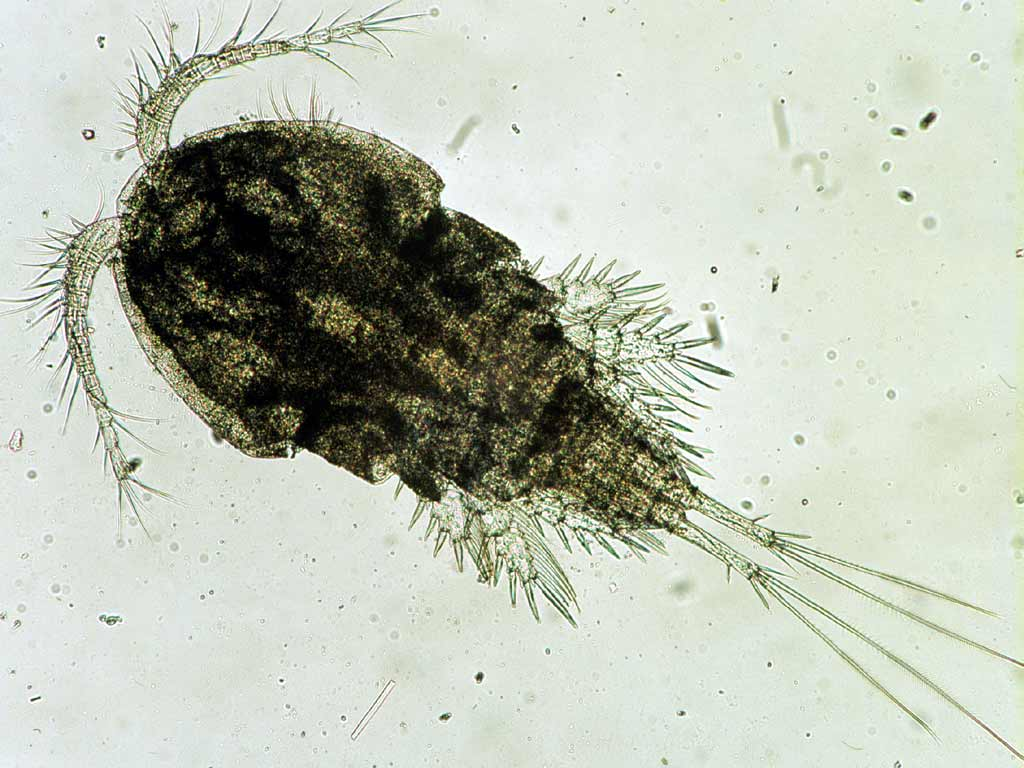
Циклоп

Циклопи (Cyclopidae) — родина веслоногих рачків з довжиною тіла 1-5,5 мм, що мають непарне лобне вічко, через який вони і отримали свою назву. Антенули у циклопів короткі. У циклопів 4 пари розвинених ніг. П'ята пара у самців перетворена в орган для утримання самки при статевому процесі.
Тіло складається з головогрудей, груди з 5 сегментів та черевце з 4 сегментів, в кінці — тельсон. На головогрудях — наупліальне вічко та 6 пар кінцівок, довгі антени для руху.
Серце у них відсутнє. Кровоносних судин немає. Органи омиває безбарвна гемолімфа, руху якої сприяє пульсація кишечника. Дихає всією поверхнею тіла. Відомо близько 250 видів, поширених по всій земній кулі. Живуть зазвичай на дні прісноводних водойм, і лише деякі — у товщі води.
Яйця ракоподібних одягнені щільною оболонкою — хоріоном.
Циклопи — хижаки і харчуються найпростішими, коловертками, дрібними рачками. Самі служать їжею багатьом рибам в природі та аквакультурі (годування мальків).